# كاخابر شختياني
كاخابر شختياني هو لاعب كرة قدم جورجي في مركز الدفاع، ولد في 24 فبراير 1978 في كوتايسي في جورجيا. شارك مع منتخب جورجيا لكرة القدم. أما مع النوادي، فقد لعب مع توربيدو كوتيسي ونادي تافريا سيمفروبول ونادي دبرتسني ونادي زستافوني.

## وصلات خارجية
- كاخابر شختياني على موقع اتحاد أوكرانيا (الإنجليزية)
- كاخابر شختياني على موقع قاعدة بيانات كرة القدم.إي يو (الإنجليزية)
- كاخابر شختياني على موقع ناشيونال فوتبول تيمز (الإنجليزية)
- كاخابر شختياني على موقع Soccerway.com (الإنجليزية)
- كاخابر شختياني على موقع عالم كرة القدم.نت (الإنجليزية)